# Луїджі Дзоя
Луїджі Дзоя (італ. Luigi Zoja; 19 серпня 1943, Варезе, Італія) — італійський глибинний психолог, письменник. Його статті та книги перекладено різними мовами. Раніше працював у Цюриху та Нью-Йорку, а тепер працює в Мілані, також веде університетські курси як в Італії, так і в інших країнах.

## Біографія
Здобув економічну освіту в Мілані. Написані в кінці 1960-х у його наукові дослідження стосувалися соціології. Потім навчався в Інституті Карла Ґустава Юнґа в Цюриху, 1974 року здобув диплом у галузі аналітичної психології.
З 1984 по 1993 рік очолював Італійський центр аналітичної психології (CIPA), а з 1998 по 2001 рік — Міжнародну асоціацію аналітичної психології (IAAP). Впродовж 2001—2007 років очолював Міжнародну комісію з етики IAAP.
У своїх працях, які перекладено 14-ма мовами, розглядає різні аспекти проблемної поведінки сучасності (залежність, нестримне споживання, відсутність постаті батька, проєкція ненависті та параної в політиці тощо) крізь призму міфів, літературної традиції та архетипних мотивів.

## Праці
- (за ред.) Problemi di psicologia analitica. Una antologia post-junghiana, Napoli, Liguori, 1983, ISBN 88-207-1168-0.
- Nascere non basta. Iniziazione e tossicodipendenza, Milano, Raffaello Cortina, 1985, ISBN 88-7078-046-5. 2-ге видання: Milano, Raffaello Cortina, 2003, ISBN 88-7078-840-7.
- Crescita e colpa. Psicologia e limiti dello sviluppo, Milano, Anabasi, 1993, ISBN 88-417-5004-9.
- Coltivare l'anima, Bergamo, Moretti & Vitali, 1999, ISBN 88-7186-135-3.
- Il gesto di Ettore. Preistoria, storia, attualità e scomparsa del padre, Torino, Bollati Boringhieri, 2000, ISBN 88-339-1292-2. За цю книгу 2001 року здобув Премію Пальмі.
- L'incubo globale. Prospettive junghiane a proposito dell'11 settembre. James Hillman та ін. (за ред. Луїджі Дзої), Torino, Bollati Boringhieri, 2002, ISBN 978-88-7186-213-2.
- Storia dell'arroganza. Psicologia e limiti dello sviluppo, Bergamo, Moretti & Vitali, 2003, ISBN 88-7186-232-5.
- Giustizia e bellezza, Torino, Bollati Boringhieri, 2007, ISBN 978-88-339-1760-3.
- La morte del prossimo, Torino, Einaudi, 2009, ISBN 978-88-06-17781-2.
- Contro Ismene. Considerazioni sulla violenza, Torino, Bollati Boringhieri, 2009, ISBN 978-88-339-1988-1.
- Centauri. Mito e violenza maschile, Roma-Bari, Laterza, 2010, ISBN 978-88-420-9391-6.
- Al di là delle intenzioni. Etica e analisi, Torino, Bollati Boringhieri, 2011, ISBN 88-339-2145-X.
- Paranoia. La follia che fa la storia, Torino, Bollati Boringhieri, 2011, ISBN 978-88-339-2244-7.
- Amare oggi, della collana "La cattedra del confronto", Trento, Il margine, 2012, ISBN 978-88-6089-097-9.
- Utopie minimaliste, Milano, Chiarelettere, 2013, ISBN 978-88-6190-355-5.
- Psiche, Torino, Bollati Boringhieri, 2015, ISBN 978-88-339-2640-7.
- Il gesto di Ettore. Preistoria, storia, attualità e scomparsa del padre. Nuova edizione rivista, aggiornata e ampliata, Torino, Bollati Boringhieri, 2016, ISBN 978-88-339-2717-6
- Centauri. Alle radici della violenza maschile, Nuova edizione rivista, aggiornata e ampliata, Torino, Bollati Boringhieri, 2016 ISBN 9788833928081
- Nella mente di un terrorista. Conversazione con Omar Bellicini. Torino, Einaudi, 2017, ISBN 8806235761

### Переклади українською
- Історія гордині: Психологія і межі розвитку. Львів : Видавництво «Астролябія» [Архівовано 1 жовтня 2020 у Wayback Machine.], 2019.